# Villeneuve-d'Ascq - Hôtel de Ville
Het metrostation Villeneuve-d'Ascq - Hôtel de Ville is een station van metrolijn 1 van de metro van Rijsel, gelegen in de wijk Hôtel de Ville in de Noord-Franse gemeente Villeneuve-d'Ascq. Het station heette tot 1999 "Hôtel de Ville", maar om eventuele verwarring te voorkomen met andere stations (zoals het metrostation Wasquehal - Hôtel de Ville) werd "Villeneuve-d'Ascq" aan de naam toegevoegd.. Het station bestaat uit drie verdiepingen. De onderste verdieping dient als perron voor de metro, de middelste verdieping komt uit bij het busstation en de bovenste verdieping bevindt zich op het Salvador-Allendeplein.

## Omgeving
- Winkelcentrum "V2"
- Stadhuis Villeneuve d'Ascq
- Forum départemental des Sciences de Villeneuve-d'Ascq (wetenschappelijk forum)
- Theater La Rose du Scène
- Grand Stade Lille Métropole (voetbalstadion Lille OSC)